# Роздражевский, Ян (староста)
Ян Роздражевский (около 1595 — 11 декабря 1628) — государственный и военный деятель Речи Посполитой, староста одолянувский (c 1619).

## Биография
Представитель польского шляхетского рода Роздражевских герба «Долива». Сын каштеляна познанского Яна Роздражевского (ок. 1543—1600), кравчего королевы Констанции Австрийской.
Мать малолетнего Яна, Катарина Потулицкая, через несколько лет после смерти мужа вышла во второй раз замуж в 1605 году за Людвига Вейхера (ум. 1656). Юный Ян Роздражевский учился в иезуитском коллегиуме в Калише, где получил воспитание в духе католицизма. В 1613 году после смерти своей матери братья Ян и Александр Роздражевские вступили в управление отцовскими владениями. Ян Роздражевский имел длительный судебный спор с Вейхерами из-за права собственности на имение Козмин.
В 1614 году он путешествовал по Италии, учился в Падуи, также посетил Рим. 11 декабря 1618 года Ян Роздражевский участвовал в сеймике в Сьроде-Велькопольской. Вероятно, что в следующем (1619) году он женился на Гризельде Собеской, дочери воеводы любельского Марка Собеского и вдове воеводы дерптского Дажбога Карнковского. Благодаря браку Ян Роздражевский получил во владение староство одолянувское, доставшееся его жене от первого мужа.
В 1621 году Ян Роздражевский принимал участие в польско-турецкой войне. В боях 2 и 9 сентября во главе личной гусарской роты (150 чел.) он занимал позицию на правом фланге полка гетмана Станислава Любомирского.
В 1622 году Ян Роздражевский был назначен кравчим королевы Констанции Австрийской, в декабре того же года на сеймике в Сьроде-Великопольской он был избран депутатом на сейм 1623 года. В качестве представителя Великой Польши он также участвовал в сейме 1624 года.
В последний раз Ян Роздражевский принимал участие в сеймике в Сьроде-Великопольской 5 июня 1628 года. Он получил затем еще один размандат на сейм Речи Посполитой. Он скончался в том же году в возрасте 33 лет.
Сыновья Яна и Гризельды Роздражевских:
- Кшиштоф Александр (умер в 1638 году в Нидерландах)
- Якуб Иероним (ок. 1621—1662), каштелян калишский, воевода иновроцлавский.